# Classe Roma
La classe Roma di fregate della Regia Marina era costituita da due unità, Roma e Venezia, costruite al Cantiere della Foce di Genova.

## Caratteristiche
Le navi avevano lo scafo in legno con corazza riportata in piastre di ferro dallo spessore di 120 mm al ridotto e 150 mm alla cintura ed un armamento velico di circa 2950 metri quadrati del tipo brigantino a palo, con due alberi a vele quadre ed uno a vele auriche con la velatura che nel corso degli anni venne progressivamente ridotta.

## Storia

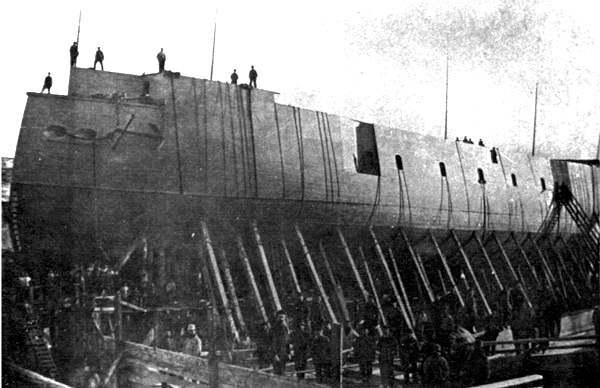
Il varo della fregata Venezia

La costruzione di queste unità si protrasse per un lungo tempo, con sei anni impiegati per la realizzazione della capoclasse, avvenuta tra il 1863 e il 1869 e dieci per la realizzazione dell'unità gemella, che risultò così più moderna, avendo le artiglierie montate in batteria centrale, così da poter battere contemporaneamente la prora e la poppa, mentre l'unità capoclasse aveva le artiglierie disposte nella tradizionale batteria di fiancata.

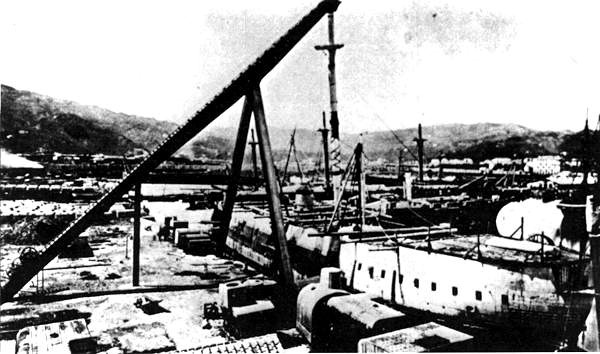
La fregata Venezia durante l'allestimento

Le due unità nel 1874-75 ebbero l'armamento riammodernato.
La fregata Venezia dopo il 1881 venne trasformata in Nave Scuola Torpedinieri e impiegata in questo nuovo compito a La Spezia sino al termine della sua vita operativa.
Radiata il 23 agosto 1895 la nave venne demolita l'anno dopo.

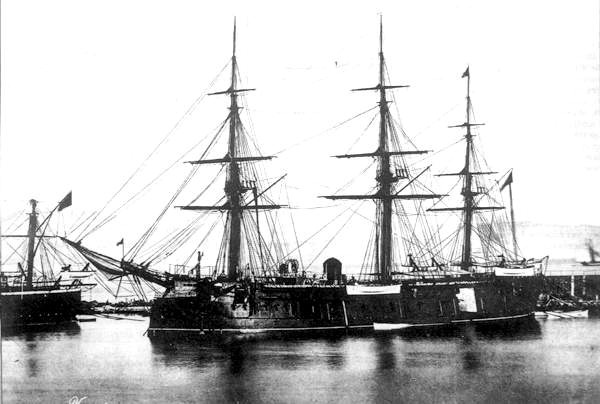
la fregata "Venezia" nel 1876

La capoclasse Roma dopo essere stata ritirata dal servizio di squadra nel 1890, venne impiegata come batteria principale per la difesa del porto della Spezia e dopo essere stata radiata il 5 maggio 1895, utilizzata come deposito munizioni nel porto di La Spezia.
Il 28 luglio 1896 venne colpita da un fulmine che causò un principio di incendio per cui, per impedirne l'esplosione, venne affondata con un colpo di torpedine.
Successivamente venne rimessa a galla per essere poi demolita un mese dopo nell'Arsenale Militare di La Spezia.